# Lovato Electric
Lovato Electric SpA è un'azienda storica dell'elettrotecnica italiana fondata a Bergamo nel 1922 con sede a Gorle, in provincia di Bergamo.
È un'Azienda privata gestita dalla stessa famiglia di imprenditori da 4 generazioni, specializzata nella progettazione e produzione di componenti elettrici in bassa tensione per applicazioni industriali e soluzioni per l’energy management.
L'azienda ha 14 filiali estere e una rete di 90 importatori che garantiscono la reperibilità di oltre 20.000 prodotti rispondenti ai più severi marchi di omologazione internazionali in oltre 100 paesi nel mondo.
È fra le prime aziende in Italia ad ottenere nel 1992 la certificazione ISO 9001.

## Storia
Fondata a Bergamo nel 1922 con il nome di Lovato & C. Officina Elettromeccanica con lo scopo di costruire interruttori in aria ed in olio.
Nel 1948 negli stabilimenti dell'azienda avviene il passaggio dalla produzione di interruttori a quella di contattori su barra o basetta. Nel 1960 inizia la produzione di contattori monoblocco che vanno gradualmente a sostituire quelli su barra o basetta.
Nel 1963 apre lo stabilimento (attuale sede centrale) sito a Gorle (Bergamo) su una superficie di 14.000 metri quadri, prende così forma il nucleo pulsante dell'azienda.
Nel 1975 avviene l'integrazione della “storica” produzione di componenti elettromeccanici con linee di prodotto di tipo elettronico. Fra i primi anni novanta e il primo decennio degli anni duemila vengono aperte le prime filiali estere in Germania, Regno Unito e Repubblica Ceca. Così inizia l'internazionalizzazione dell'azienda.
Nel 1992 è fra le prime 50 aziende italiane ad ottenere la certificazione del Sistema Qualità in conformità allo standard ISO 9001. 
Nel 2001 l'azienda consegue la Certificazione ACAE/LOVAG (conforme a EN 45011) per il laboratorio prove. Con l'inaugurazione nell'anno successivo del nuovo centro Ricerca & Sviluppo di 3.500 metri quadri l'azienda entra a far parte del mondo dell'industria 4.0.
Nel 2019 con un investimento di circa tre milioni di euro LOVATO Electric costruisce un laboratorio d'avanguardia in Italia che premetterà all'azienda di ridurre i tempi per la realizzazione di nuovi prodotti e di acquisire ulteriore know-how.
Nel 2023 l'azienda inaugura LOVATO Electronic: un nuovo reparto dedicato alla produzione di schede elettroniche (SMT) presso la sede centrale in Italia. 
Ha contribuito allo sviluppo dell'elettrotecnica italiana grazie ai suoi investimenti e alla sua politica di internazionalizzazione negli anni. È vicina alle istituzioni ed al territorio nel quale affonda le proprie radici, infatti si è fatta ambasciatrice e sostenitrice del Teatro Donizetti, nel 2019 ha colto l'opportunità di sostenere una mostra dedicata a Raffaello, nel 2021 è stata partner sostenitrice della mostra “Rembrandt in una storia meravigliosa” presso l'Accademia Carrara di Bergamo e nel 2022 ha sostenuto la mostra "Velazquez" in Accademia Carrara di Bergamo.
Nel 2022 organizza la manifestazione podistica "Trail del Centenario" in alta valle Brembana per festeggiare i 100 anni dalla fondazione.
Nel 2022 finanzia il progetto “La didattica delle scienze nell’Ottocento: la nascita della cultura scientifica" del Museo Civico di Scienze Naturali “Enrico Caffi” di Bergamo per la valorizzazione degli strumenti storico-scientifici risalenti al XVIII secolo.
 

Nel 2023 entra ufficialmente a far parte del registro speciale dei marchi storici di interesse nazionale istituito dal Ministero dello Sviluppo Economico. 

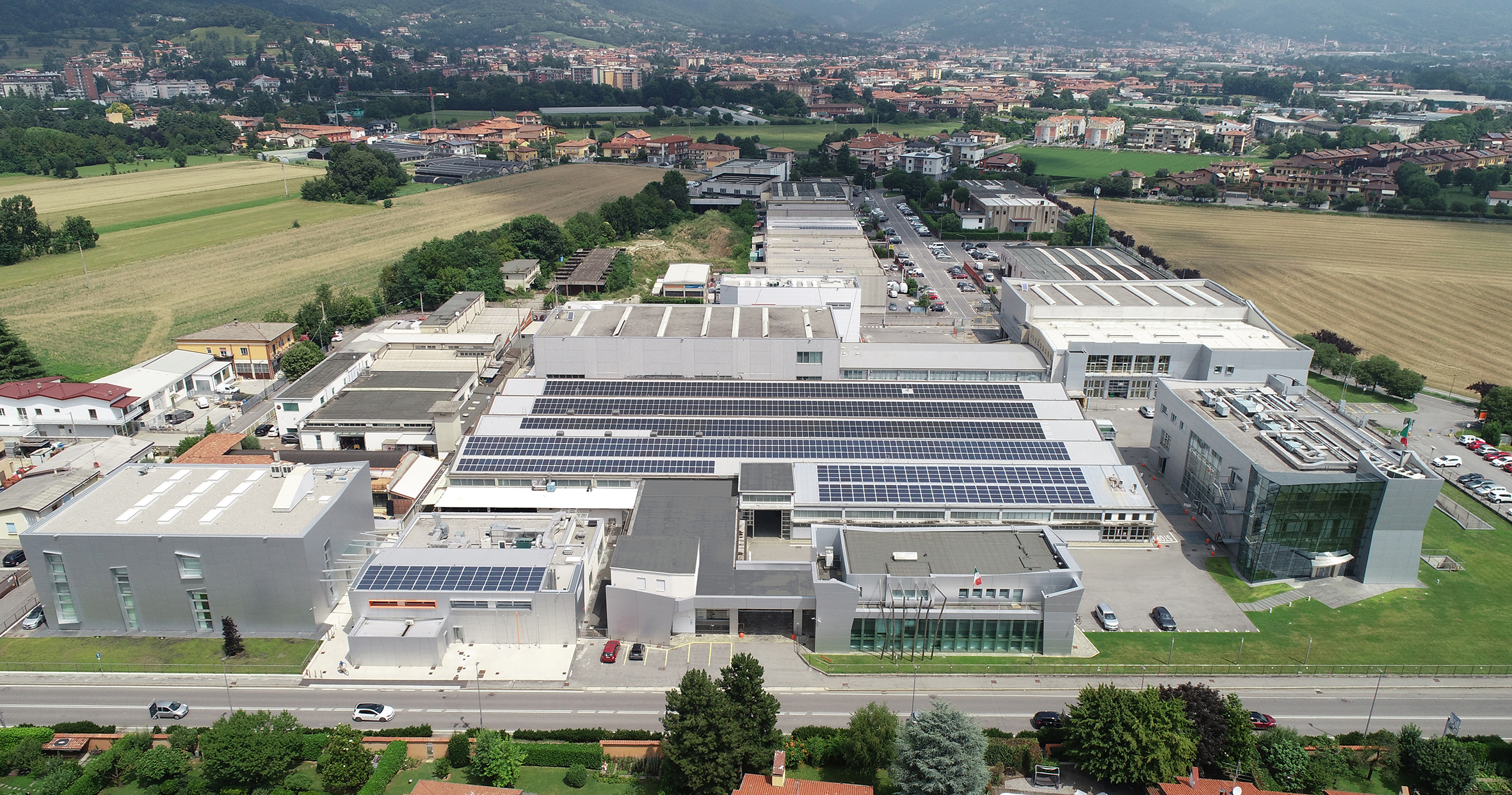
Vista aerea dello stabilimento